# اشتباكات غرب سوريا (ديسمبر 2024 حتى الآن)
بعد سقوط نظام الأسد إثر عدة هجمات شنتها جماعات المعارضة السورية بين أواخر نوفمبر/تشرين الثاني وأوائل كانون الأول/ديسمبر 2024، وقعت عدة اشتباكات بين الموالين للأسد وقوات الحكومة الانتقالية السورية الحالية في معاقل في محافظتي طرطوس واللاذقية ذات الأغلبية العلوية، وكذلك في محافظتي حماة وحمص الغربيتين.
اتخذت الحكومة إجراءات لتمشيط القرى في غرب سوريا من أجل العثور على الضباط والمسؤولين المرتبطين بجرائم الحرب التي ارتكبها نظام الأسد خلال الحرب الأهلية السورية واعتقالهم أو القضاء عليهم. اندلعت الاشتباكات بسبب انتشار مقاطع فيديو على وسائل التواصل الاجتماعي تظهر لقطات لهجوم على مقام أبو عبد الله الحسين الخصيبي في حلب، والذي وقع في نوفمبر/تشرين الثاني الماضي. لقد أأدى ذلك إلى إثارة العديد من المظاهرات والاضطرابات المدنية بين المجتمعات العلوية من قبل العناصر الموالية للأسد في غرب سوريا.

## الخلفية
في كانون الأول/ديسمبر 2024، نجحت حملة عسكرية سريعة قادها فصيل هيئة تحرير الشام في الإطاحة بحكومة الرئيس السوري بشار الأسد، منهية بذلك أكثر من خمسة عقود من حكم عائلة الأسد في سوريا. أدى الهجوم، الذي انطلق من المنطقة الشمالية الغربية من البلاد، إلى لجوء الأسد وعائلته إلى روسيا. برز أمير هيئة تحرير الشام والقائد العسكري أحمد الشرع زعيمًا فعلي لسوريا بعد سقوط دمشق، مع استسلام غالبية قوات القوات المسلحة السورية أو فرارها من البلاد أو انشقاقها.

## الاضطرابات المدنية
وردت أنباء عن تصاعد التوترات في مختلف أنحاء سوريا، وخاصة في المناطق التي تضم أعدادًا كبيرة من السكان العلويين، مع ظهور اضطرابات مدنية في مواقع متعددة بما في ذلك طرطوس واللاذقية والقرداحة . لقد خرجت مظاهرات من جانب الطائفة العلوية بهدف الدفاع عن حقوقها الدينية وخوفًا من الانتقام المحتمل، بسبب ارتباط العديد من أعضائها بانتهاكات حقوق الإنسان الموثقة التي ارتكبها النظام السابق.
في 15 كانون الأول/ديسمبر 2024، أفاد المرصد السوري لحقوق الإنسان أن المتمردين الموالين للأسد اجتمعوا مع زعماء القرى في محافظة اللاذقية، وطلبوا منهم مقاومة إجراءات إدارة العمليات العسكرية التي تم تنفيذها حديثًا من أجل الدفاع عن "الطائفة العلوية".
في 22 كانون الأول/ديسمبر، اندلعت مظاهرات مدنية في منطقة البهلوية شرقي اللاذقية، إثر اتهامات بسوء السلوك من جانب قوات الأمن التابعة للحكومة السورية، طالبت بالانسحاب الكامل لقوات الأمن السورية من القرية. وقعت الحادثة عندما قام مسلحون يزعمون أنهم تابعون للحكومة السورية باقتحام منزل مختار بلدة البهلوية بالقوة. ذكرت التقارير أن المتسللين أشهروا الأسلحة في وجه السكان الشباب في الحي وارتكبوا أعمال سوء سلوك مختلفة، بما في ذلك الاعتداء اللفظي والجسدي على أفراد الأسرة وفتاة. وردًا على هذا، ردد المتظاهرون هتافات "الموت ولا المذلة".

#### الهجوم على مرقد أبي عبد الله الحسين الخصيبي
في 25 كانون الأول/ديسمبر، زادت المظاهرات في المجتمعات العلوية السورية ردًا على مقاطع فيديو تظهر رجالًا مسلحين ينتهكون ضريح أبو عبد الله الحسين الخصيبي في حلب المخصص لمؤسس فرع الطائفة العلوية، والذي يعتبر أحد أكثر المواقع تبجيلًا للفرع على مستوى العالم. قام المهاجمون بقتل خمسة من أمناء الأضرحة، وتدنيس رفاتهم، وتخريب الموقع المقدس، وإشعال النار في المبنى. أثار الفيديو غضبًا بين قطاعات من السكان العلويين في سوريا.
اندلعت المظاهرات في أحياء متعددة بحمص، من بينها الخضري ووادي الذهب والزهراء والسبيل والعباسية والمهاجرين. عبر المتظاهرون عن غضبهم إزاء الهجوم على الضريح من خلال الهتافات الطائفية والمظاهرات العامة، حيث أدان الزعماء الدينيون والمجتمعيون الهجوم باعتباره هجومًا على التراث الديني والهوية العلوية، ودعوا إلى تقديم الجناة إلى العدالة. طالب المتظاهرون أيضًا من الحكومة توفير قدرًا أكبر من الأمن للمجتمع، وأن تزيل جميع العناصر المتطرفة والأجنبية من جيشها. ألقي القبض على عدد من المتظاهرين في حمص وطرطوس وجبلة. فتحت قوات الأمن العام السورية، العاملة تحت إشراف إدارة العمليات العسكرية التابعة للحكومة الجديدة، النار لتفريق الحشد في حمص، مما أسفر عن مقتل أحد المتظاهرين وإصابة خمسة آخرين بجروح نتيجة إطلاق النار.
وردًا على التوترات المتزايدة، عززت الحكومة الجديدة وجودها الأمني في المناطق ذات الأغلبية العلوية. فرضت قوى الأمن العام حظرًا للتجوال في مدن حمص وجبلة وبانياس، فيما أقامت تعزيزات عسكرية محيط حيي عكرمة والنهضة لمنع المزيد من الاضطرابات. كما أقاموا نقاط تفتيش عسكرية لإجبار المدنيين على تسليم أسلحتهم، ووضعوا مكبرات صوت في المساجد تأمرهم بالقيام بذلك خلال 24 ساعة. رفض العديد من الضباط، وخاصة الضباط المرتبطين بنظام الأسد، القيام بذلك.

## الاشتباكات
في 14 كانون الأول/ديسمبر، نصب مسلحون موالون للأسد كمينًا لمقاتلي فيلق الشام في بلدة المزيرعة بريف اللاذقية، مما أسفر عن مقتل وإصابة خمسة عشر جنديًّا. وفي اليوم نفسه، شنت إدارة العمليات العسكرية السورية حملة مداهمات على بلدة المزرعة في محافظة حماة، التي تعتبر معقلًا مهمًا لحزب الله، أسفرت عن اعتقال "عشرات الشباب المتهمين بارتكاب انتهاكات سابقة بحق أهالي المنطقة".
وفي 18 كانون الأول/ديسمبر، نفذت إدارة العمليات العسكرية عدة مداهمات في محافظتي حماة وحمص وفي عدة مناطق ساحلية بحثًا عن شخصيات مرتبطة بالأسد ومجرمي الحرب.

### حملة محافظة طرطوس
في 25 كانون الأول/ديسمبر، نفذت مجموعات مسلحة مجهولة هجمات متزامنة على نقاط تفتيش أمنية متعددة في ريف حماة الغربي باستخدام قاذفات آر بي جي والرشاشات الثقيلة، مما أسفر عن مقتل جندي من قوات الحكومة السورية وإصابة آخر. وفي اليوم نفسه، توجهت قوة من قوى الأمن العام ـ وهي وحدة شرطة موالية للحكومة الجديدة ـ إلى قرية خربة المعزة في محافظة طرطوس الجنوبية لاعتقال اللواء محمد كنجو الحسن الذي كان يرأس إدارة القضاء العسكري والمحكمة الميدانية في عهد نظام الأسد، وهو يعد أحد المسؤولين عن عمليات القتل الجماعي في سجن صيدنايا. وعند دخول القرية تعرضت قوات الأمن العام لكمين من قبل مسلحين، ما أدى إلى مقتل 14 شرطيًّا وثلاثة مهاجمين. وبحسب المرصد السوري لحقوق الإنسان ، فإن موالين لمحمد كنجو حسن وضابط بعثي سابق آخر، سهيل الحسن، هم المسؤولون عن الكمين.  وكان المسلحون بقيادة شقيق محمد كنجو حسن قد طردوا قوات الأمن من القرية.  وصفت الحكومة الانتقالية الكمين بأنه هجوم من قبل موالين للأسد. تم إعلان حظر التجوال في عدة مدن.
أمرت قيادة العمليات العسكرية التابعة للحكومة في وقت لاحق بالقبض على المهاجمين وأرسلت تعزيزات لتأمين خربة المعزة.  وبحلول 26 كانون الأول/ديسمبر، كانت قيادة العمليات العسكرية تنفذ حملة واسعة النطاق في محافظة طرطوس، حيث قامت بتفتيش المنازل وتأمين الريف. تشير التقارير إلى اعتقال اللواء محمد كنجو الحسن في خربة المعزة. كما قُتل ثلاثة مسلحين تابعين للحسن في تبادل إطلاق النار. شهدت قرى أخرى في محافظة طرطوس "هروبًا جماعيًّا لأعضاء النظام السابق". قتل مسلحان من قرية الزرقاط يعرفان بأنهما من "الشبيحة" الموالين للنظام، بعد اشتباك مسلح مع قوات الأمن العام. لقد دفعت الحملة الأمنية العديد من مسؤولي النظام السابق المتورطين في جرائم ضد المدنيين السوريين إلى الفرار من عدة قرى، بما في ذلك الزريقات، وخربة المعزة، والمناطق المحيطة بها.  بالإضافة إلى ذلك، قُتل أربعة من قوات الحكومة السورية خلال غارة على معسكر موالٍ للأسد يضم زعيم عصابة الاتجار بالبشر شجاع العلي في بلقس، غرب محافظة حمص.

### الخسائر المدنية
في 14 كانون الأول/ديسمبر، أعدم مسلحون ملثمون شقيق إمام مسجد الرسول الأعظم في مصياف بحماة بثلاث رصاصات، بعد مطاردته واختطافه، بعد اتهام الإمام بالارتباط بالميليشيات الإيرانية والشيعية وإقامة جنازات للمدنيين في المنطقة. اُختطف مدنيان في حي الزهراء بحمص وُوجدت جثتاهما في وحدة التبريد بعد ثلاثة أيام.
في 15 كانون الأول/ديسمبر، قُتل ثلاثة مدنيين في حادثين منفصلين على يد مسلحين مجهولين، اتهم أحدهم بأنه موالٍ للأسد حيث عُذب قبل إعدامه في حلفايا بحماة.
في 16 كانون الأول/ديسمبر، اختطف مسلحون مجهولون جنديًّا سابقًا في الميليشيات الأسدية وشقيقه في سيارة عسكرية أثناء تواجدهما في مركز تسوية مخصص لتسوية وضعهما الأمني في الدولة الجديدة حيث قُتلا وجرى التخلص من جثتيهما في غابة واعر. أقدم مسلحون ملثمون على اختطاف مواطن تحت تهديد السلاح في قرية الشجر، وأعدموه قرب مركز البحوث الزراعية في منطقة الغاب شمال غرب حماة.
في 17 كانون الأول/ديسمبر، قُتل مدني برصاص مسلحين في القصير. قُتل مدنيان آخران برصاص مسلحين مجهولين في  السويداء ومصياف.  هاجمت مجموعة مسلحة المدنيين في الشجر، واختطفت أحد المزارعين، حيث عُثر عليه لاحقًا مقتولًا وعليه آثار تعذيب.
في 18 كانون الأول/ديسمبر، قُتل رجل في بلدة التويم بريف حماة الغربي على يد مسلحين مجهولين بعد محاولته منعهما من سرقة أغنامه.
في 21 كانون الأول/ديسمبر، اختطفت مجموعة مسلحة مجهولة شابًا من منزله في طرطوس بعد أن وعدته بمساعدته في حل وضعه الأمني في الدولة الجديدة، ثم أعدمته ومثلت بجثته.
في 22 كانون الأول/ديسمبر، اختطف شاب بالقرب من حمص، واقتيد إلى بانياس، حيث أعدم في أحد الحقول على يد مسلحين مجهولين.
في 23 كانون الأول/ديسمبر، قُتل رجل وامرأة في وادي النصارى على يد مجهولين. قُتل أحد سكان بلدة يحمر بمحافظة حمص برصاص مسلحين مجهولين بعد اتهامه بالولاء لنظام الأسد. عثر على رجل مجهول الهوية مقتولًا بـ"إعدام ميداني" قرب دوار رأس شمرة في اللاذقية. وبعد أن قامت مجموعة مسلحة مجهولة بمداهمة مدينة حديدة ومغادرتها، دخلت مجموعة ثانية وقتلت اثنين من المدنيين لأسباب غير معروفة.
في 24 كانون الأول/ديسمبر، أعدم مسلحون مجهولون ثلاثة قضاة علويين أثناء تنقلهم في ريف حماة الغربي. هاجم عدد من المسلحين سكان سبعة منازل في قرية جدرين ذات الأغلبية العلوية ونهبوها.
في 25 كانون الأول/ديسمبر، قُتل طالب طب برصاص مسلح مجهول في اللاذقية. عُثر على مدني مقتولًا على طريق M4 في أريحا بريف إدلب، نتيجة "إعدام ميداني". قُتل ثلاثة آخرون برصاص مسلحين مجهولين في تل صرين بحماة. أُعدم طالب جامعي في كلية الهندسة المعلوماتية في ريف جبلة على يد مسلحين مجهولين.
في 26 كانون الأول/ديسمبر، داهمت مجموعة مسلحة قرية العزيزية الواقعة في سهل الغاب غرب محافظة حماة وأعدمت مدنيًّا قبل أن تعتقل ثمانية آخرين وتقتادتهم إلى جهة مجهولة.

## اشتباكات آذار 2025
في السادس من آذار/مارس، ومع حلول وقت الإفطار في شهر رمضان، شهدت مدن اللاذقية، جبلة، بانياس، والقرداحة هجوماً واسع النطاق نفذته مجموعات مسلحة موالية للنظام السوري السابق . استخدم المهاجمون أسلحة خفيفة ومتوسطة، مستهدفين عدداً من الحواجز الأمنية، وأسفر الهجوم في ساعاته الأولى عن سقوط 13 قتيلاً.
تمكنت تلك المجموعات من السيطرة المؤقتة على مواقع استراتيجية، من بينها الكلية البحرية ومطار سطامو، إلا أن القوات الحكومية سارعت إلى الرد، معلنة النفير العام في عدة محافظات، ما أدى إلى توافد المقاتلين إلى المنطقة لمواجهة التهديد.
استمرت الاشتباكات نحو 24 ساعة، شهدت خلالها المعارك تصعيداً غير مسبوق، حيث لجأت القوات الحكومية إلى استخدام الأسلحة الثقيلة، بما في ذلك الدبابات والمروحيات المقاتلة، التي استخدمت للمرة الأولى في المواجهات.